# 포유류 목록

## 가
가면팜사향고양이 · 가시두더지 · 가젤영양 · 가지뿔영양 · 갈기늑대 · 갈기쥐 · 갈라파고스물개 · 갈라파고스펭귄 · 갈색여우원숭이 · 강멧돼지 · 개 · 개미핥기 · 개코원숭이 · 거농원숭이 · 거미원숭이 · 검둥원숭이 · 검은고함원숭이 · 검은머리꼬리감기원숭이 · 검은수염고래 · 검은여우원숭이 · 게잡이물범 · 게잡이원숭이 · 고라니 · 고래 · 고릴라 · 고슴도치 · 고양이 · 고함원숭이 · 곰 · 관여우원숭이 · 관박쥐 · 귀신고래 ·그랜트가젤 · 그랜트얼룩말 · 그레비얼룩말 · 그레이하운드 · 그리슨족제비 · 금강산코박쥐 · 기린 · 긴귀주머니오소리 · 긴칼뿔오릭스 · 긴팔원숭이 · 꼬리감기원숭이 · 꿀먹이박쥐 · 고모도왕도마뱀

## 나
나무늘보 · 낙타 · 날다람쥐 · 날쥐 · 남극물개 · 남방바다사자 · 남방큰돌고래 · 낫돌고래 · 너구리 · 네발가락고슴도치 · 네뿔영양 · 노란눈썹펭귄 · 노란머리큰박쥐 · 노루 · 눈토끼 · 뉴질랜드물개 · 느림보늘보원숭이 · 늘보곰 · 늘보원숭이 · 늘보주머니쥐 · 늪영양 · 늑대

## 다
다람쥐 · 다람쥐원숭이 · 다마가젤 · 다이커영양 · 단봉낙타 · 담비 · 당나귀 · 대륙담비  · 덤불멧돼지 · 도르카스가젤 · 동부회색청서 · 돌고래 · 돌산양 · 돼지 · 돼지사슴 · 두더지 · 두크마른원숭이 · 뒤쥐 · 등줄쥐 · 딩고 · 땃쥐 · 뚱뚱꼬리저빌

## 라
라마 · 로키산양

## 마
마른원숭이 · 마모셋원숭이 · 마카크원숭이 · 마코르염소 · 말 · 망토개코원숭이 · 멧돼지 · 멧토끼 · 몽구스여우원숭이 · 물개 · 물영양 · 미슈미타킨

## 바
범고래 · 바다사자 · 바다표범 · 바르바리양 · 바르바리마카크 · 바비루사 · 바위너구리 · 박쥐 · 반달가슴곰 · 버마고양이 · 베르베트원숭이 · 벵골호랑이 · 봉고 · 부탄타킨 · 북극곰 · 북극여우 · 불곰 · 불독 · 불테리어 · 붉은고함원숭이 · 붉은목도리여우원숭이 · 붉은여우 · 붉은박쥐 · 비단원숭이 · 비버 · 비쿠냐

## 사
사막여우 · 사슴 · 사자 · 사자꼬리마카크원숭이 · 사향고양이 · 사향노루 · 산양 · 산토끼 · 삵 · 상괭이 · 생쥐 · 샴고양이 · 셰퍼드 · 소 · 솜머리비단원숭이 · 수달 · 수염고래 · 스라소니 · 스컹크 · 시베리아호랑이 · 시베리안 허스키 · 시파카원숭이 · 쓰촨타킨

## 아
아메리카너구리 · 아메리카들소 · 아메리카불곰 · 아이벡스 · 아프리카물소 · 안경곰 · 안경원숭이 · 알파카 · 알락꼬리여우원숭이 · 알래스카불곰 · 양 · 양털원숭이 · 에스키모개 · 여우 · 여우청서 · 여우원숭이 · 염소 · 영양 · 오랑우탄 · 오소리 · 왕치타 · 올빼미원숭이 · 왈라비 · 원숭이 · 유대하늘다람쥐 · 유럽들소 · 인도들소 · 인도별사슴 · 인도영양 · 일본원숭이 · 일본산양

## 자
작은쥐여우원숭이 · 재규어 · 재칼 · 저빌 · 점박이물범 · 족제비 · 주머니고양이 · 주머니쥐 · 줄무늬스컹크 · 쥐 · 쥐여우원숭이 · 쥐캥거루 · 진도개

## 차
참고래 · 참돌고래 · 청설모 · 치와와 · 치타 · 친칠라 · 친칠라생쥐 · 침팬지

## 카
캘리포니아다람쥐 · 캥거루 · 코끼리 · 코뿔소 · 코알라 · 코요테 · 코주부원숭이 · 콜로부스원숭이 · 콜리  · 콧수염게논 · 콰가 · 큰개미핥기 · 큰고래 · 큰뿔양

## 타
타킨 · 테리어 · 토끼 · 토끼박쥐 · 톰슨가젤 · 티베트산양

## 파
파타스원숭이 · 팬더마우스 · 페르시아고양이 · 표범 · 푸들 · 퓨마 · 피그미고슴도치

## 하
하늘다람쥐 · 하마 · 향고래· 한국늑대 · 한국표범 · 향유고래 · 호랑이 · 호저 · 황금타킨 · 혹등고래 · 흰목꼬리감기원숭이 · 흰목도리여우원숭이 · 흰수염고래 · 히말라야산양